# 若山儀一
若山 儀一（わかやま のりかず、天保11年8月（1840年）- 明治24年（1891年）9月3日）は、明治初期の経済学者、官僚。岩倉使節団に随員として参加し、日本における保護貿易論の最初の提唱者、日本初の生命保険会社の創設者、日本で最初に国際私法の書籍を出版した人物として知られる。

## 略歴
江戸の医家西川宗庵の子として生まれ、埼玉県戸室村の若山家の養子となる。緒方洪庵の適塾で学んだのち長崎に遊学して医学と蘭学を学んだ。幕末の長崎ではグイド・フルベッキやチャニング・ウィリアムズ（立教大学・立教女学院創設者）にも学んだ。その後、幕吏として外国貿易関係事務に従事した。
明治維新後は、明治元年に開成所教授として英人教師パーレイに師事するとともに、フルベッキに従い経済学を研究し『官版経済原論』を訳了する。続いて『泰西農学』、『西洋開拓新説』、『西洋水利新説』などを訳出し、社会科学の普及に尽くした。その後、民部省、大蔵省に租税権助として出仕。
1871年（明治4年）には岩倉使節団の随員として欧米各国を歴訪し、アメリカには3年間滞留し、税務・財政を研究。1872年にはボウルズ兄弟社銀行倒産詐欺事件に巻き込まれ、預金を失う被害に遭った（同銀行は洋行中の日本人からの集金を狙って元長州藩士の南貞助をロンドン支店の取締役に据えており、岩倉具視はじめ多数の日本人が被害者となった）。若山はアメリカで、大蔵卿大久保利通から「税務並びに国家経済の方法取調に従事すべき旨」を命じられ、1874年（明治7年）に帰国し、大蔵省に出仕し、有数の財政通となった。
また、滞米中の下宿先の女主人ジュリア・ジョーダンとニューヨークで結婚した。ジュリアは駐ジャマイカ英国陸軍大尉の娘でキングストンで生まれ、2度目の夫だった米国海軍技手に伴って渡米し、その夫とも離婚していた。前述の通り、1874年（明治7年）に若山はジュリアを伴い帰国したが、若山家の反対もあって1876年（明治9年）に離婚し、ジュリアは若山と前妻との間に生まれた10歳の娘・栞をアメリカで教育するため栞を伴い帰国した。
1874年（明治7年）には、ロベルト・ジョンストン（またはロベルト・ジョンソン）の著述を翻訳し、日本で最初の国際私法の書籍となる「万国通私法」を出版する。これは岩倉使節団の大蔵省理事功程の第4巻として出版された。若山は自身の国際結婚に関わる要請から、ロベルトは依頼を受けて原作を著し、それを翻訳したとみられている。また、原著者は名前と日本人との関係から、小野梓がニューヨークで個人的に法律の教授を受けていた人物と同一人物であるともみられている。
若山は1877年（明治10年）に官を辞し、日本初の生命保険会社「日東保生会社」を設立するもわずか9か月で頓挫し、1882年（明治15年）に再び太政官、農商務省などに出仕し、官僚としての生涯を送った。
若山儀一は明治期に犬養毅と並んで保護貿易論を唱え、その主張は後に大正期以降の経済思想や産業政策にも影響を及ぼしたとされる。若山は1871年に、日本における産業保護政策を理論的に論じた『保護税説』を著し、1881年にはドイツの経済学者フリードリヒ・リスト（Friedrich List, 1789年 - 1846年）の著書『国民的体系』（Das nationale System der politischen Ökonomie）を参照し、保護関税制度に関する提言をまとめた。
一方、犬養毅は1880年に新聞『東海経済新報』を創刊し、誌上で保護貿易の必要性を主張していた。両者は産業保護と国民経済育成を重視する点で共通しており、犬養が若山の蔵書を借覧していたことが『犬養毅伝』に記されている。経済学史研究においては、両者の保護主義的経済思想を比較する視点がしばしば取り上げられている。
1881年（明治14年）には、娘・栞の教育費として定期的に送っていた金をジュリアが流用し、娘にろくな教育を受けさせなかったとして若山が栞の返還を求めたのに対し、ジュリア側が4000ドルを請求し、ニューヨークで裁判が行われた。
1877年（明治10年）6月の立教女学校（現・立教女学院）設立にあたって、学校開設場所の湯島天神町が外国人居留地外のため、校主として設立願書を提出している。外国人教師も若山儀一に雇用されるという形をとっていた。1877年（明治10年）9月には、島田弟丸に四谷箪笥町22番地（現・新宿区四谷三栄町）の持家を提供し、島田はそこに乙亥学社の分校を開学した。

## 著作
- 『万国通私法』ジョンストウン 著 若山儀一 訳 英蘭堂 1874年
- 大山敷太郎編『若山儀一全集』上下巻 東洋経済新報社 1940年